# Armin Dahlen
Armin Dahlen, eigentlich Armin Schiestl (* 14. Oktober 1919 in Wolfsberg, Kärnten; † 26. Juli 2013 in Hart bei Graz) war ein österreichischer Schauspieler und Regisseur.

## Leben
Armin Dahlens Karriere als Filmschauspieler begann erst nach dem Zweiten Weltkrieg, als er zunächst kleinere Rollen in einigen österreichischen Heimatfilmen annahm. Er spielte hauptsächlich „gesunde, echte Naturburschen“ in diversen Berg- und Bauernfilmen. Die erste Hauptrolle erhielt er in dem deutschen Film Heimatglocken (1952) unter der Regie von Hermann Kugelstadt. Bald darauf spielte er neben Bernhard Wicki, Wolf Ackva, Hans Brenner und Paul Hörbiger in der Schnulze Junges Herz voll Liebe, welche unter dem Titel Junges Herz voll Liebe unter der Regie von Paul May bekannt wurde. Der Regisseur May holte ihn auch wieder für den Kriegsfilm 08/15 (II. Teil). Nach dem allmählichen Niedergang der Heimatfilme verkörperte Dahlen weitere Soldatenfiguren, etwa im 1959 gedrehten Leinwanderfolg Hunde, wollt ihr ewig leben, in dem er neben Horst Frank und Sonja Ziemann zu sehen ist.
Ab Mitte der 1960er Jahre hatte er nur noch wenige Auftritte in bundesdeutschen Filmen. Er spielte in allen drei Teilen der nach Erzählungen von Peter Rosegger entstandenen Trilogie (Als ich noch der Waldbauernbub war, Aus meiner Waldheimat und Als ich beim Käthele im Walde war) mit, die 1963 unter der Regie von Gustl Gotzler gedreht wurde. Danach verlegte er sich auf Regiearbeiten für das Fernsehen. Dort war er mit den Serien Alarm in den Bergen (13 Teile ab 1965), Die Tintenfische – Unterwasserdetektive greifen ein (1966) sowie der Jugendserie Merlin (1979) sehr erfolgreich.
Am 3. Januar 2006 verstarb seine Ehefrau, die Schauspielerin Angela Salloker, die er 1949 bei gemeinsamen Dreharbeiten zu dem Film Angela (Weißes Gold) kennen gelernt hatte.
Unbemerkt von der Öffentlichkeit starb der frühere Schauspieler und Regisseur im Alter von 93 Jahren in einem Vorort von Graz, in dem er seit 1981 unter dem Namen Armin Theodor Josef Schiestl-Dahlen gelebt hatte.
Dies ergab eine Rechercheanfrage beim Bürgerservice und zentralen Melderegister der Gemeinde Hart bei Graz.

## Filmografie (Auswahl)

### Filme und TV-Auftritte
- 1949: Weißes Gold
- 1951: Die Martinsklause
- 1952: Das weiße Abenteuer
- 1952: Heimatglocken
- 1952: Rosen blühen auf dem Heidegrab
- 1952: Zwei Menschen
- 1953: Junges Herz voll Liebe
- 1954: Das Kreuz am Jägersteig
- 1954: Phantom des großen Zeltes
- 1954: Das geteilte Herz (The Divided Heart)
- 1955: Du darfst nicht länger schweigen
- 1955: 08/15 Zweiter Teil
- 1955: Das Erbe vom Pruggerhof
- 1956: Der Schandfleck
- 1956: Wo die alten Wälder rauschen
- 1957: Der Pfarrer von St. Michael
- 1957: Jungfrauenkrieg
- 1957: Jägerblut
- 1958: Worüber man nicht spricht
- 1958: Die grünen Teufel von Monte Cassino
- 1958: Hunde, wollt ihr ewig leben
- 1958: Blitzmädels an die Front
- 1960: Die zornigen jungen Männer
- 1961: Mörderspiel
- 1961: Der Transport
- 1963: Als ich noch der Waldbauernbub war …
- 1963: Aus meiner Waldheimat
- 1963: Als ich beim Käthele im Wald war
- 1964: Der Chef wünscht keine Zeugen
- 1964: Gewagtes Spiel (Fernsehserie, Folge: Gefahr für V.128)
- 1964: Sechs Stunden Angst (Fernsehfilm)
- 1965: Das ist Stern schnuppe (Fernsehserie, 5 Folgen)
- 1965: Alarm in den Bergen (Fernsehserie, 13 Folgen)
- 1968: Rinaldo Rinaldini (Fernsehserie, 6 Folgen)

### Regie
- 1965: Alarm in den Bergen (Fernsehserie)
- 1966: Die Tintenfische – Unterwasserdetektive greifen ein (Fernsehserie)
- 1970: Drei im Morgenland (Fernsehserie)
- 1971: Harpatka'ot Yaldei Hahof
- 1979: Merlin
- 1982: Alarm im Schlossmuseum (Fernseh-Dreiteiler)
- 1983: Kinder entdecken Geschichte (dreiteilige Kinder- und Jugendreihe, ZDF)[1]